# Hyperfinstruktur
Hyperfinstruktur er et begreb inden for atomfysikken som berører ændringer af energiniveauer for elektroner omkring et atom.
Den kvantemekaniske beskrivelse af energiniveauer for elektroner omkring et atom udgår normalt fra approksimeringer som giver de store træk, hvorefter korrektioner lægges på for at give modeller som kan beskrive stadig finere detaljer (små energikorrektioner eller opdelinger af et niveau i flere niveauer). Hvis man ikke har brug for så høj omhyggelighed kan man afstå fra detaljerne og kun regne med nogen af de mere enkle modeller.
1. Et første skøn af elektronernes energiniveauer gives af deres hovedkvantetal (Bohrs atommodel, Rydbergs formel).
2. For alle atomer undtagen brint (den letteste) har også impulsmoment (banekvantetal) stor betydning for energiniveauerne.
3. Traditionelt er næste trin finstruktur som handler om spin, som kan forklares ved at lade elektronen være en lille magnet og anvende en relativistiskt synsvinkel. Hvis man klassisk tænker sig at elektronen går i en bane omkring atomkernen, handler finstrukturen om i hvilken retning, relativt denne bane, som elektronens spin (magnet) peger.[1] Dette fænomen kaldes også spin-banekobling[2] (eng. spin-orbien interaction). At et magnetisk kompas tenderer at pege mod nord beror på at den har sin laveste potentielle energi i jordens magnetfelt der. På de tilsvarende måder har elektronen anderledes energi afhængig af hvordan dens spin peger i magnetfeltet som forbindes med dens bane omkring atomkernen (eller, relativistisk, lige så godt atomkernens bevægelse omkring elektronen).
4. For at få beregningerne til at passe endnu bedre med virkeligheden kan man også tage hensyn til det som kort og godt kaldes hyperfinstruktur. Man kan se det som at også atomkernen er en magnet (dvs. kernen har også et spin), og vekselvirkning mellem kernens og elektronens magnetfelt (spin) påvirker energien (sammenlign med at magneter kan frastøde og tiltrække hinanden).

For de lettere grundstoffer (lavt massetal) er hyperfinstrukturen lille sammenlignet med finstrukturen, deraf deres navne.